# Анджей Ніщицький
Анджей Ніщицький гербу Правдич (пом. незадовго до 11 лютого 1532) — шляхтич, дипломат, урядник, магнат часу Королівства Ягайлонів. Белзький воєвода.

## Життєпис
Син белзького воєводи Зигмунта з Радзанова, Угнева та його дружини Ядвіги Опоровської. Брат плоцького воєводи Станіслава Ніщицького. Спочатку підписувався «з Ніщиць», вживав прізвище Радзановський (з ним згаданий вперше у джерелах 24 грудня 1482 року, невідомо, чи був тоді повнолітнім).
У 1497 році брав участь у поході короля до Чорного моря. У таборах під Гадиром, Сучавою отримав від короля маєтності, конфісковані у шляхтичів, які не пішли на війну. 1498 року в нього конфіскували маєтності через за те, що покинув табір посполитого рушення під Сандомиром.
17 березня 1509 року отримав від короля Сигізмунда І Старого посаду віського каштеляна. З 10 березня 1517 — плоцький воєвода.

### Маєтності
1519 року отримав спільно з сином Миколаєм наданням у заставу маєтностей Плоцького староства через позику 2300 злотих. Постачав на двір князя Прусії Альбрехта власну сільськогосподарську продукцію.
Близько 1532 року, крім маєтностей, отриманих як спадок батька, набув інші, зокрема: Радзаново, Зонґоти, Броново, Жуково (Плоцька земля); у Белзькій землі — місто Угнів, села Вербичі, Мости, Корня, Махнів, Конвичі, Новосілки, Тарношин, Гульгів (Уликів), Нове Село поблизу Угнева, Василів, «Сенно», «Обіїв».

### Сім'я
Дружина — Ядвіга з Опоровських, донька ленчицького воєводи Яна Яранда. Одна з доньок — у шлюбі Сененська. Діти:
- Миколай — белзький воєвода
- Бартоломей — канонік плоцький, краківський, ґнєзненський
- Станіслав — плоцький воєвода
- Анна — дружина плоцького воєводи Олександра Іловського
- Ельжбета — дружина Яна Хамського.